# Woerdense Koeienmarkt

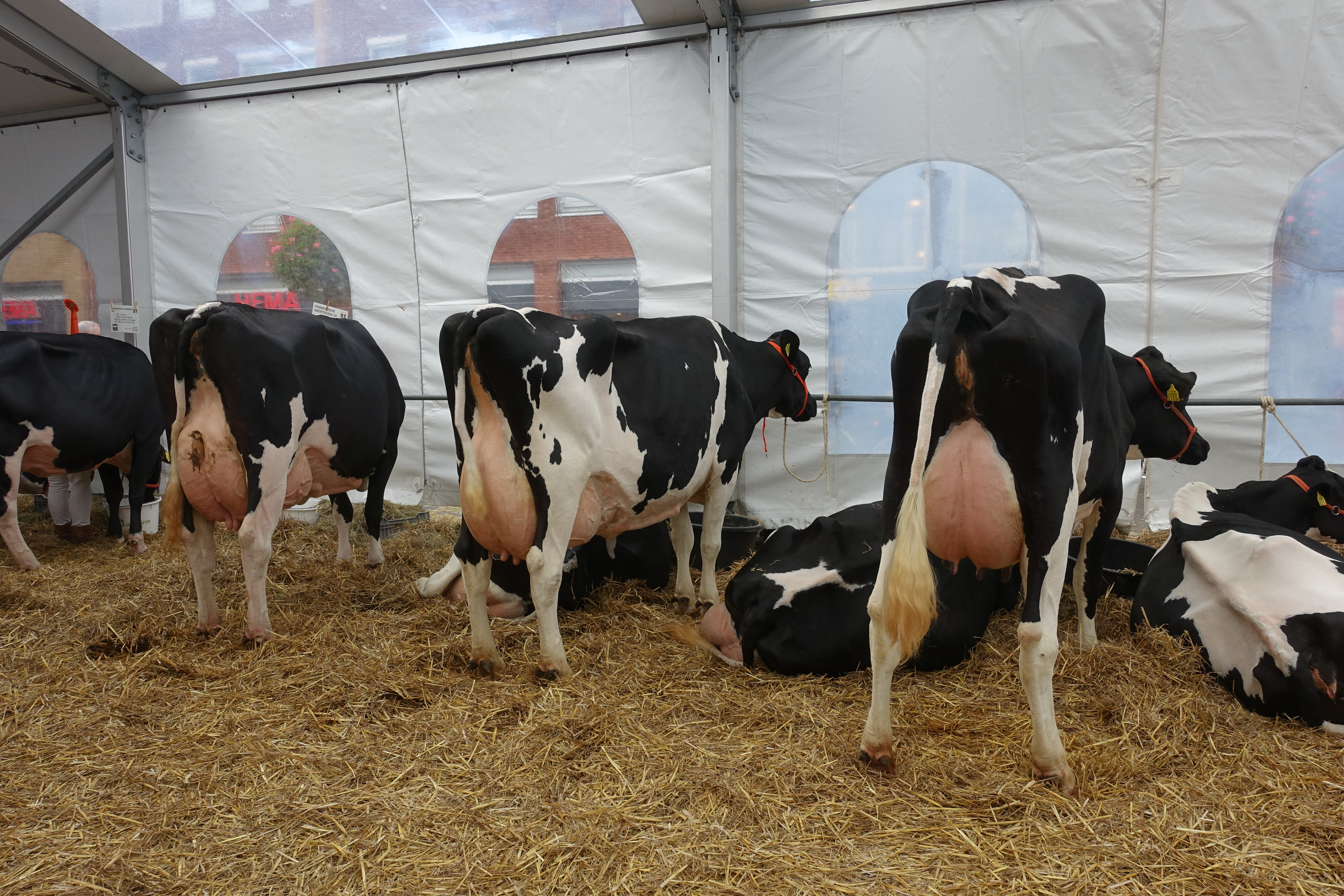
Koeien in de tent op het Kerkplein, 2017

De Woerdense Koeienmarkt (Koeiemart of Woerdse mart in de volksmond) is een jaarmarkt in de stad Woerden, die ieder jaar op de eerste woensdag na 20 oktober wordt gevierd. Op deze dag wordt er traditioneel snert gegeten. In 2017 werd de Koeienmarkt opgenomen in de Inventaris Immaterieel Cultureel Erfgoed Nederland.

## Tradities
De Koeienmarkt is een vorm van een oogstfeest in het najaar. De ‘oogst’ van de koeien wordt op dat moment gevierd. De markt markeert traditioneel het moment dat de koeien weer op stal gaan voor de winterperiode. Traditiegetrouw wordt de avond voorafgaande aan deze koeienmart door de Woerdenaren snert gekookt, zodat deze een dag heeft kunnen trekken en op de dag van de koeienmart gegeten kan worden.
Naast de traditionele snert, worden ook poffertjes en kristaljons gegeten. Kristaljons zijn kleine rozijnenbollen met roomboter, kaneel en kristalsuikel, een traditioneel product van de lokale bakkers.

### Keuring van koeien

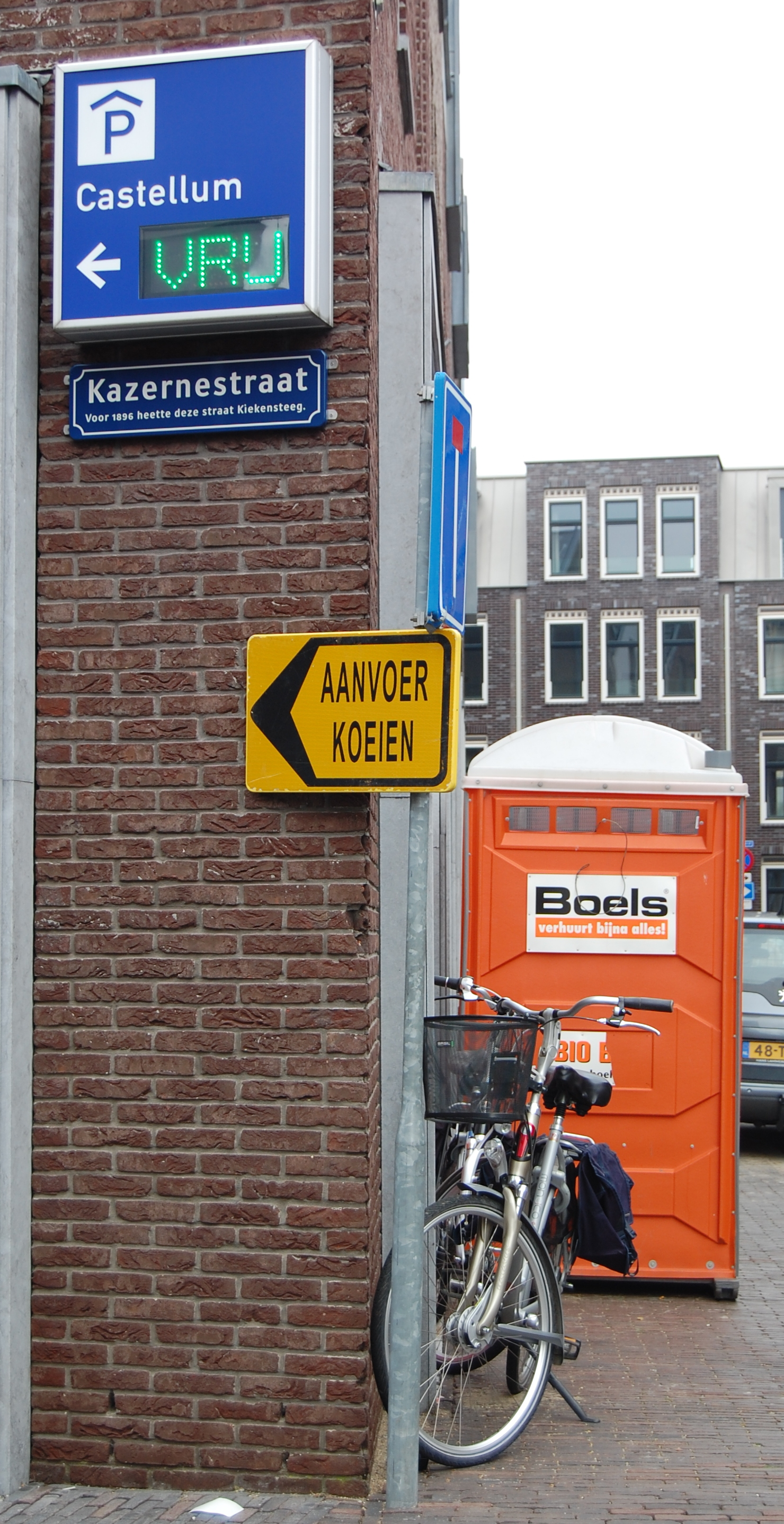
Woerdense koeiemart 2015. Richtingaanwijzing voor de aanvoer van de koeien

Op het Kerkplein van Woerden vinden tijdens de koeiemart jaarlijks keuringen van de beste koeien plaats, georganiseerd door de koeienmarktcommissie van Agragrisch Centrum Woerden. Dit wordt de fokveedag genoemd.
De koeien worden 's ochtends om 5 uur naar het Kerkplein gebracht. De jury bestaat uit een veehouder en een stamboekinspecteur. Daarbij wordt vooral naar het economisch belang gekeken, of het een sterke koe is, de conditie van het uier, de benen en de rug. Ook of het dier krachtig loopt is van belang. De koeien worden gekeurd in diverse categorieën, waaronder ook oude koeien. Aan het eind van de keuringen wordt een winnaar gekozen.
De koeien zijn waarschijnlijk allemaal van het Holstein-ras in roodbont en zwartbont, want dat is het ras dat in Nederland het meest gefokt wordt.
Ook worden er op deze traditionele Woerdense Mart koeien verkocht aan en door handelaren en boeren. Dit gebeurt onder andere door handjeklap, waarbij door op elkaars handen te slaan een uiteindelijke verkoopprijs wordt bedongen. Aan het begin van de eenentwintigste eeuw hebben de dieren die getoond worden een symbolische functie. Dat geldt ook voor de handel die plaatsvindt.

## Geschiedenis
De eerste jaarmarkt werd door Jan van Beieren op 5 juli 1410 toegestaan. Destijds was er een jaarmarkt voor paarden, en een voor koeien, beiden op een andere datum. De paardenmarkt was drie dagen voor Sint-Petrus' Banden, de jaarmarkt voor koeien op Sint Victor. Aanvankelijk was het een veemarkt en stond het vee in de Voorstraat, Kerkstraat, Havenstraat en Kruisstraat. Het ging soms om duizend paarden en duizenden koeien. In de 16e en 17e eeuw kwam er vermaak bij in de vorm van muzikanten en standwerkers. In de 20e eeuw kwam er een kermis bij, die vanaf 2015 werd gehouden op het Exercitieveld. in 1913 werden de standplaatsen verpacht.
Er is naast de feitelijke koeienmarkt een steeds grotere warenmarkt ontstaan, met in 2015 ongeveer 300 kramen. Deze kramen staan in de winkelstraten van het centrum van Woerden. Rond de haven, die vlak bij het centrum van Woerden ligt, wordt een show met landbouwwerktuigen gehouden, waaronder tractoren.

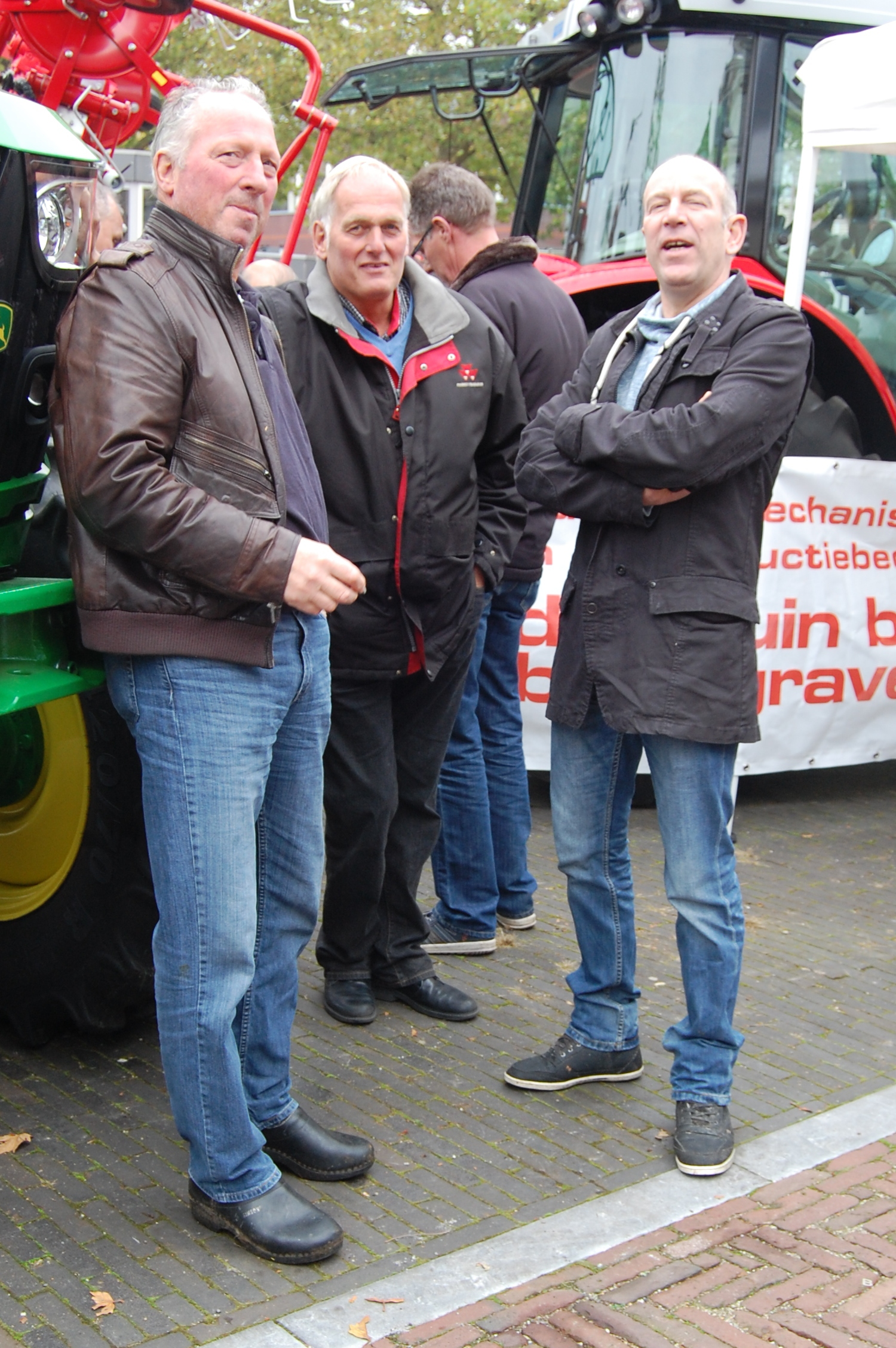
De koeiemart is ook een ontmoetingsplaats voor agrariers uit de omgeving

Sinds 2001 wordt de markt voorafgegaan door de Nacht van Woerden, een wielerwedstrijd door het centrum.

### Datum
De datum van de markten is enige malen veranderd en er is ook een tweede najaarsmarkt in november geweest. Deze tweede najaarsmarkt is later weer verdwenen en de jaarmarkt voor paarden en koeien is gebleven. Aan het eind van de 20e eeuw is de koeienhandel enkel nog symbolisch en rond 2000 zelfs vervangen door een vee-verkiezing. Door de MKZ-crisis was er enkele jaren zelfs een verbod op koehandel op straat en was er als alternatief een paardenmarkt. De markt wordt nu gehouden op de eerste woensdag ná 20 oktober.